# ایستگاه راه‌آهن امامزاده (پیشوا)
ایستگاه راه‌آهن امامزاده یک ایستگاه راه‌آهن در ورامین، استان تهران ایران است. این ایستگاه متعلق به شرکت راه‌آهن جمهوری اسلامی ایران است.